# Madres. Amor y vida
Madres. Amor y vida (bra: Mães: Amor e Vida) é uma série de televisão espanhola criada por Aitor Gabilondo e Joan Barbero e produzida pela Mediaset España e Alea Media. É estrelada por Belén Rueda, Rosario Pardo, Aida Folch e Carmen Ruíz, sua estreia aconteceu no dia 8 de maio de 2020 na Amazon Prime Video.
Em Portugal, a série estreou no canal aberto RTP2, no dia 23 de Dezembro de 2022.

## Elenco
- Belén Rueda ... Marián Ballesteros
- Aida Folch	... Olivia Zabala
- Carmen Ruiz ... Luisa
- Antonio Molero	... Antonio Jurado
- Alain Hernández ... Simón Herrera
- Rosario Pardo ... Mila Pacheco
- Eva Ugarte ... Paula Artigas
- Carla Díaz	... Elsa Tadino
- Joel Bosqued ... Andy Jurado
- Vicky Luengo ... Natalia Revidiu
- Ana Labordeta ... Vicky Ruano

## Episódios
| Temporada | Temporada | Episódios | Transmissão na Telecinco e Cuatro | Transmissão na Telecinco e Cuatro | Transmissão no Amazon Prime Video | Audiência média | Audiência média |
| Temporada | Temporada | Episódios | Estreia                           | Final                             | Lançamento                        | Espectadores    | Share           |
| --------- | --------- | --------- | --------------------------------- | --------------------------------- | --------------------------------- | --------------- | --------------- |
|           | 1         | 13        | 9 de setembro de 2020             | 30 de novembro de 2021            | 8 de maio de 2020                 | 814 000         | 8,9%            |
|           | 2         | 13        | 7 de dezembro de 2021             | 1 de março de 2022                | 13 de novembro de 2020            | 134 000*        | 3,1%*           |
|           | 3         | 8         |                                   |                                   | 23 de setembro de 2021            |                 |                 |
|           | 4         |           |                                   |                                   | 2022                              |                 |                 |
| Total     | Total     |           | 2020                              |                                   | -                                 |                 |                 |